# Misijní snaha
Misijní snaha či pouze Snaha bylo mezicírkevní protestantské sdružení, které vzniklo v době meziválečné na půdě českobratrské a které pěstovalo probuzeneckou zbožnost. Snaha se prezentovala jako hnutí „toužící po krásné, živé církvi“.
Snaha byla jako spolek založena v roce 1925. Ústředí Misijní snahy bylo v Pardubicích. Sdružovala církevní pracovníky a její působení bylo jak mezicírkevní (ekumenické), tak i evangelizační. Měla vlastní vydavatelství, v němž vydávala věstník SNAHA s přílohou pro děti Klásky. V tzv. Knižnici Snahy vydávala drobné náboženské spisy a letáky.
Po druhé světové válce byla Snaha spoluorganizátorkou evangelizací ve Zlíně. V únoru 1951 měla 390 členů, z nichž většina náležela do Českobratrské církve evangelické. Svou činnost musela Snaha ukončit v roce 1952. Část její činnosti převzal evangelizační odbor ČCE.
Po sametové revoluci obnovila svou činnost. Ustavující schůze se konala 19. května 1990 v Přerově. Měla sídlo v Olomouci. Nedosáhla již takového významu jako v době meziválečné. Vydávala svůj informátor, vydala též několik brožur a knihu Odpovědnost křesťanských rodičů. Činnost Misijní snahy skomírala, až ve druhé polovině 90. let 20. století fakticky ustala. Formálně byla zrušena až roku 2008.